# Michel Cacouros
Michel Cacouros, né le 19 juin 1959, est un historien de la philosophie byzantine et post-byzantine. Il est maître de conférences à l’École pratique des hautes études et enseignant à l’Institut catholique de Paris.

## Biographie
En 1992, il passe son doctorat en études grecques à Paris IV‑Sorbonne sous la direction de Bernard Flusin, avec une thèse sur Théodore Prodrome.
En 1996, il est nommé maître de conférences à l’École pratique des hautes études, et enseignant adjoint à l’Institut catholique de Paris. 
De 1996 à 2006, il est membre du comité de rédaction de la Revue des études byzantines.
En 2014, il reçoit une habilitation à diriger des recherches (HDR) à l’École pratique des hautes études, section des Sciences historiques et philologiques. 
Depuis 1995, il assure le catalogage des manuscrits de la bibliothèque du monastère de Dionysiou (au Mont Athos) et étudie les scriptoria et les copistes, byzantins et post-byzantins, qui y ont travaillé. Il étudie les reliures de ce fonds et, de manière plus générale, celles qui ont été réalisées dans l’espace athonite.

## Travaux
Ses travaux portent sur l’exégèse, la tradition aristotélicienne et néoplatonicienne, l’histoire de l’enseignement à Byzance et dans l’après-Byzance avec des prolongements sur les traditions arabe et latine.
Il est également spécialiste de l'histoire de la logique, en particulier des Premiers Analytiques et Seconds Analytiques.
En philosophie byzantine, il étudie l’impact du legs néoplatonicien sur l’exégèse byzantine; il souligne très tôt dans son enseignement à l’EPHE dans ses publications les nombreux problèmes d’authenticité qui suscitent les textes philosophiques byzantins et il les attribue à une pluralité de facteurs d’ordre sociétal, mais aussi éducatif, en particulier leur reproduction quasiment mécanique et leur emploi itératif dans un cadre scolaire.
Dès ses premiers travaux en 1990 sur Théodore Prodrome, il met l’accent sur l’existence systématique des métatextes scolaires, correspondant à des schémas combinés avec des éléments textuels peu nombreux qui en permettent la compréhension et en offrent la clé d’accès. Ses travaux se situent dans le prolongement de ceux de Basile Tatakis et de Linos Benakis (en), ils postulent désormais l’examen systématique de la tradition manuscrite comme préalable nécessaire pour la connaissance du milieu dans lequel chaque texte philosophique est rédigé ou copié.
Il a étudié l’activité de plusieurs exégètes byzantins, comme Michel d’Éphèse (XIe – XIIe siècles), Théodore Prodrome (XIIe siècle), Néophytos Prodromènos (XIVe siècle) Jean Chortasménos (ca 1370-1431) et Georges Scholarios (ca 1385/1390-ca 1472).
Il a également réalisé des synthèses sur la philosophie et l’exégèse aristotélicienne à Byzance, en faisant apparaître des aspects qui étaient souvent ignorés dans la recherche. Ses recherches sur Jean Chortasménos lui ont permis d'établir sur la base d'une note autographe de cet érudit, qu'il a découverte, que Chortasménos a été katholikos didaskalos à l'école patriarcale de Constantinople. 
Entre 2010 et 2016, il participe à la réimpression, revue et corrigée, des Œuvres complètes (8 tomes) de Georges Scholarios, d'après l'édition originale de Louis Petit, Xenophon A. Sidéridès (el) et Martin Jugie, Paris 1928-1936.

## Publications
- Recherches sur le commentaire inédit de Théodore Prodrome sur le second livre des Analytiques Postérieurs d'Aristote, éditions Napoli : Giannini, 1990 (OCLC 968970290)
- Un commentaire byzantin inédit au deuxième livre des Seconds analytiques attribuable à Jean Chortasménos, éditions Napoli : Paris : CNRS Editions, 1994 (OCLC 968970232)
- Un patriarche a Rome, un katholikos didaskalos au patriarcat et deux donations trop tardives de reliques su seigneur : Gregoire III, Mamas et Georges Scholarios, le synode et la synaxis, éditions Napoli : Giannini, 2003 (OCLC 861053333)
- Philosophie et Sciences à Byzance de 1204 à 1453. Les textes, les doctrines et leur transmission. Actes de la Table Ronde organisée au XXe Congrès International d’Études byzantines, éditions Leuven : Peeters, 2006. (OCLC 5894457296) (en collaboration avec M.-H. Congourdeau).
- 'Scholarios exégète d’Aristote, lecteur de Métochite, traducteur d’ouvrages latins sur le corpus aristotelicum'. Athènes, 2015[4].
- Œuvres complètes de Georges Scholarios, 8 tomes, réimpr. de l’éd. L. Petit, X. A. Sidéridès et M. Jugie, Paris 1928-1936, corrigée et revue, enrichie avec des essais suivants :
  - Les Trois traités de Georges Scholarios sur la procession du Saint-Esprit : éléments préliminaires, présentation critique de l’Introduction de Martin Jugie et trois études sur l’histoire de la transmission du texte des trois traités. Essai en tête du t. II, Athènes 2010.
  - Les Dialexeis de Scholarios préliminaires à la rédaction de ses ouvrages Sur la seule voie du salut et Bref exposé de la foi chrétienne : l’adaptation de leurs titres par lui-même en tant que témoignage d’historiographie patriarcale de première heure. Essai en tête du t. III, Athènes 2011.
  - Les abrégés de Scholarios pour la Somme contre les Gentils et la Somme théologique, première partie et IaIIae, de Thomas d’Aquin : problèmes de terminologie et de présentation, d’organisation et des rapports avec les originaux. Essai en tête du t. V, 2013.